# باشگاه فوتبال وارتا پوزنان
باشگاه فوتبال وارتا پوزنان (انگلیسی: Warta Poznań) یک باشگاه فوتبال لهستانی است که در لیگ برتر فوتبال لهستان حضور دارد.